# 武田昌則
武田 昌則(たけだ・まさのり)は、日本の法学者、日本国弁護士。アメリカ・カリフォルニア州弁護士、アメリカ・ニューヨーク州弁護士。琉球大学大学院教授。

## 人物
アメリカはサンフランシスコにある、マーシャル・鈴木総合法律事務所で弁護士として活動してきた経験を活かして、日米間にまたがるビジネス法務・渉外家族法務に主眼を置いた研究を展開している。帰国後の2007年に、琉球大学の学生に宛てた、アメリカでの体験を振り返る手記「アメリカン・ロイヤーとして働いた日々」(琉大法学78号128頁)を執筆。

## 略歴
- 1984年3月 - 大阪教育大学附属高等学校平野校舎卒業
- 1991年10月 - 旧司法試験合格
- 1992年3月 - 京都大学法学部卒業 (法学士)
- 1994年4月 - 弁護士登録(沖縄弁護士会)[1]
- 2001年5月 - カリフォルニア大学デービス校ロースクール修士課程修了 (LL.M.)
- 2001年10月 - 米国海軍海兵隊太平洋地区法務部にて研修
- 2001年11月 - 米国ニューヨーク州司法試験合格
- 2002年5月 - 米国カリフォルニア州司法試験合格
- 2002年5月 - 米国ニューヨーク州弁護士登録
- 2003年6月 - 米国カリフォルニア州弁護士登録
- 2005年4月 - 琉球大学大学院法務研究科准教授
- 2008年12月-現在 - 琉球大学大学院法務研究科教授

## 研究業績
- "Problems of Enforcing Child Support Orders Between the U.S. and Japan" 琉大法学74号(2005年)
- 「合同会社と米国LLCの比較に関する一考察」 琉大法学第75号(2006年)
- 『Q&A　企業法務における損害賠償の実務』共著(ぎょうせい,2007年)
- 「嫡出推定制度に関する問題の立法的解決の必要性について」琉大法学79号(2008年)
- 「相続分ないし遺留分の減少を目的とした養子縁組の効力」 琉大法学80号(2008年)
- 「会計監査人の損害賠償責任」 琉大法学81号(2009年)
- "Legal Clinic Endeavour for International Family Law Clients in Okinawa" 琉大法学83号(2010年)
- 「渉外家族法問題への対応と展望」 法学セミナー2011年1月号(2011年)